# Navadna metuljčnica
Navadna metuljčnica (znanstveno ime Libelloides macaronius) je dnevno aktivna vrsta mrežekrilcev iz družine metuljčnic, razširjena po večini Južne Evrope in delu Zahodne ter Srednje Azije.

## Telesne značilnosti
Odrasli so dokaj veliki in imajo vpadljivo črno-rumeno obarvanost kril ter črno telo, zaradi česar jih lahko na prvi pogled zamenjamo za metulja.
Vrsta je znana tudi po velikih dvodelnih sestavljenih očeh (podobno kot še nekatere druge metuljčnice) in je predmet intenzivnih raziskav evropskih biologov. Večja zgornja obla ima omatidije s fotoreceptorji, občutljvimi izključno na ultravijolično valovanje, v spodnji pa je prisoten še dodaten vrh občutljivosti v modro-zelenem delu vidnega spektra. Poleg tega so oči superpozicijske: svetloba, ki pada na lečo omatidija pod določenim kotom, vzbudi fotoreceptorje sosednjih omatidijev, saj med njimi ni neprosojne pregrade. To nekoliko zmanjša kotno ločljivost očesa, močno pa poveča občutljivost in omogoči izjemno hiter vid, nujen za lov v letu.
Ličinke imajo tipično telesno zgradbo ličink metuljčnic z velikimi kleščastimi čeljustmi in prstastimi izrastki roba zadka. So bledo rjave barve s temnejšimi lisami in široko svetlo liso po hrbtni strani, glavina kapsula pa je temno rjava in širša kot je dolga. Čeljusti so daljše od glave.

## Ekologija in razširjenost
Navadna metuljčnica živi v Jugovzhodni in Vzhodni Evropi ter od tam v pasu čez jug Rusije in Zahodno Azijo do Kazahstana, Tadžikistana in Kirgizistana. Pojavlja se na osončenih traviščih, ne glede na vrsto trave, in je nekoliko manj občutljiva na nizke temperature kot sorodne vrste. V Sloveniji je vrsta razširjena po odprtih, dobro osončenih suhih habitatih širom države, predvsem na Krasu, pa tudi v hribovjih Koroške do nadmorske višine 1000 m.
Lovijo aktivno v letu, podobno kot kačji pastirji, njihov običajen plen so druge leteče žuželke, kot so kožokrilci. Za aktivnost potrebujejo visoko telesno temperaturo; letijo šele, ko ta doseže vsaj 27 ºC, v letu pa lahko zaradi aktivnosti mišic preseže 40 ºC. Pri tem lahko nekoliko nižje temperature zraka kompenzirajo z vedenjskimi prilagoditvami: obračanjem proti soncu, ki segreje črno obarvano telo med mirovanjem, in aktivnim segrevanjem s tresavo termogenezo. Večja zgornja obla oči, občutljiva na ultravijolično valovanje, omogoča živali zaznati leteče žuželke nad seboj z dovolj kontrasta, tudi če v vidnem delu spektra prizor motijo robovi oblakov.

## Taksonomija
Vrsto je prvi opisal na Slovenskem delujoči prirodoslovec Giovanni Antonio Scopoli v svojem delu Entomologia Carniolica (1763) kot Papilio macaronius – navadno metuljčnico je zaradi pisanih kril uvrstil med metulje. Metuljčnice so bile kot samostojna družina mrežekrilcev prepoznana šele v naslednjem stoletju.
Na podlagi obarvanosti in drugih variabilnih znakov je bilo v preteklosti opisanih več podvrst in form, ki pa ne predstavljajo stabilnih podtipov, zato te delitve zdaj niso priznane. Blizu Preske pri Medvodah je bil odkrit tudi domneven križanec med navadno metuljčnico in drugo slovensko vrsto, dolgotipalčno metuljčnico.